# الجعافرة (المغرب)
 الجعافرة (بالإنجليزية: JAAFRA)‏ هي جماعة قروية تابعة لإقليم الرحامنة ضمن جهة مراكش أسفي بالمغرب. بلغ مجموع عدد سكان  الجعافرة حسب إحصاءات 2004 حوالي 10060 نسمة يعيشون في 1389 أسرة.

## إحصاء عام
| السنة | عدد السكان | عدد الأسر | عدد الأجانب |
| ----- | ---------- | --------- | ----------- |
| 1994  | 9520       | 1156      | °°°°        |
| 2004  | 10060      | 1389      | 0           |

## دواوير الجماعة
دوار ولاد بن خليفة
دوار نواتة
دوار ولاد عيسى